# Saeki Yūzō

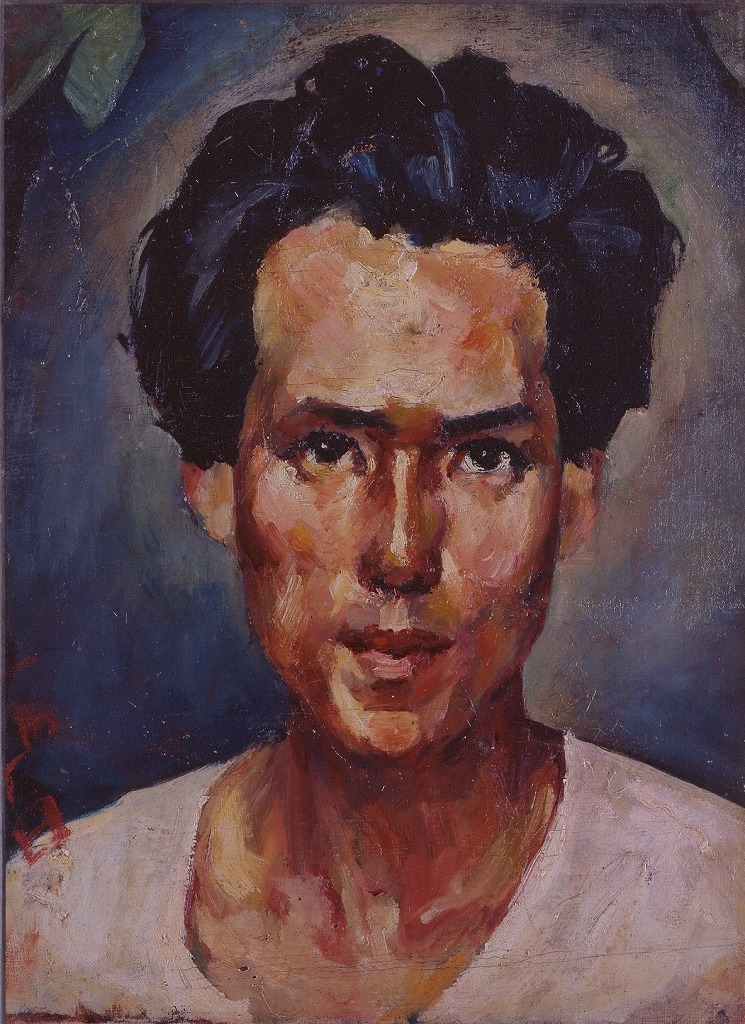
Selbstbildnis, 1917

Saeki Yūzō (japanisch 佐伯 祐三; 28. April 1898 in Nakatsu, Landkreis Nishinari (heute Kita-ku, Osaka), Präfektur Osaka – 16. August 1928 in Paris) war ein japanischer Maler im Yōga-Stil.

## Leben und Werk
Saeki war der zweite Sohn des Priesters Saeki Yūtetsu am Tempel Kōtoku-ji (光徳寺) in Osaka. Er begann das Studium der Malerei unter Akamatsu Rinsaku (1878–1953), als er noch in die Mittelschule ging. 1917 wurde er nach Tokyo geschickt, um an der Tōkyō bijutsu gakkō (heute Tōkyō Geijutsu Daigaku) weiter zu studieren, u. a. unter Fujishima Takeji. Mit Mitstudenten gründete er die „Rosentor-Gesellschaft“ (薔薇門社 Baramon-sha), die eine Reine von Ausstellungen in Kanda veranstaltete. 1921 heiratete er Ikeda Yoneko (1897–1972), die auch Malerei studierte. Nach Beendigung des Studiums 1923 beschlossen er und seine Frau, zusammen mit ihrem Kind nach Frankreich zu gehen.
Nach Ankunft in Paris im Januar 1924 arbeitete Saeki eine Zeit lang an der Freien Abteilung der Académie de la Grande Chaumière, in der Modelle zur Verfügung standen, es aber keine Anleitung gab. Im Sommer nahm ihn sein etwas älterer Freund, Satomi Katsuzō, der schon etwas länger in Frankreich war, mit zu einem Besuch bei Maurice Vlaminck in Auvers, dem führenden Maler des Fauvismus. Vlaminck kritisierte Saeki wegen seines akademischen Stils, worauf dieser beschloss, eine neue Richtung einzuschlagen. Zurück in Paris malte er die Stadt in einer Mischung aus Vlamincks starkem Ausdruck und der eher lyrischen Malweise Utrillos, mit dem er sich anfreundete. Der Schuster, den er im Salon d’Automne ausstellte, ist ein Beispiel für seine Richtung.
1926 kehrte er zurück nach Japan und gründete zusammen mit Satomi, Maeda Kanji (1896–1930) und weiteren Freunden, die sich aus Paris kannten, die „1930-Gesellschaft“ (1930年協会 1930-nen kyōkai). Saeki zeigte auf der 13. Nikakai-Ausstellung neunzehn Bilder, die in Europa entstanden waren, und gewann einen Preis damit.
Da Saeki in dem damals weitgehend aus Holz gebauten Tokyo nicht genügend Anregungen fand, entschloss er sich, wieder nach Paris zu gehen. Nach einer Reise mit der Sibirischen Eisenbahn erreichte er das Land im August 1927. Er arbeitete rastlos, bis er im Juni 1928 zusammenbrach und schließlich im August mittellos in einem Asyl in der Pariser Vorstadt starb.
Das Nakanoshima Museum of Art in Osaka beherbergt die größte Sammlung der Werke von Saeki Yuzo. Yamamoto Hatsujiro, Unternehmer und Kunstsammler aus Osaka, entdeckte die Bedeutung von Saekis Werken. 1983 schenkte Yamamotos Familie der Stadt Osaka 33 Werke Saekis, die den Krieg überstanden hatten. Heute beherbergt das Museum etwa 60 Werke von Saeki, einschließlich derjenigen, die dort als Leihgaben deponiert wurden.

## Bilder

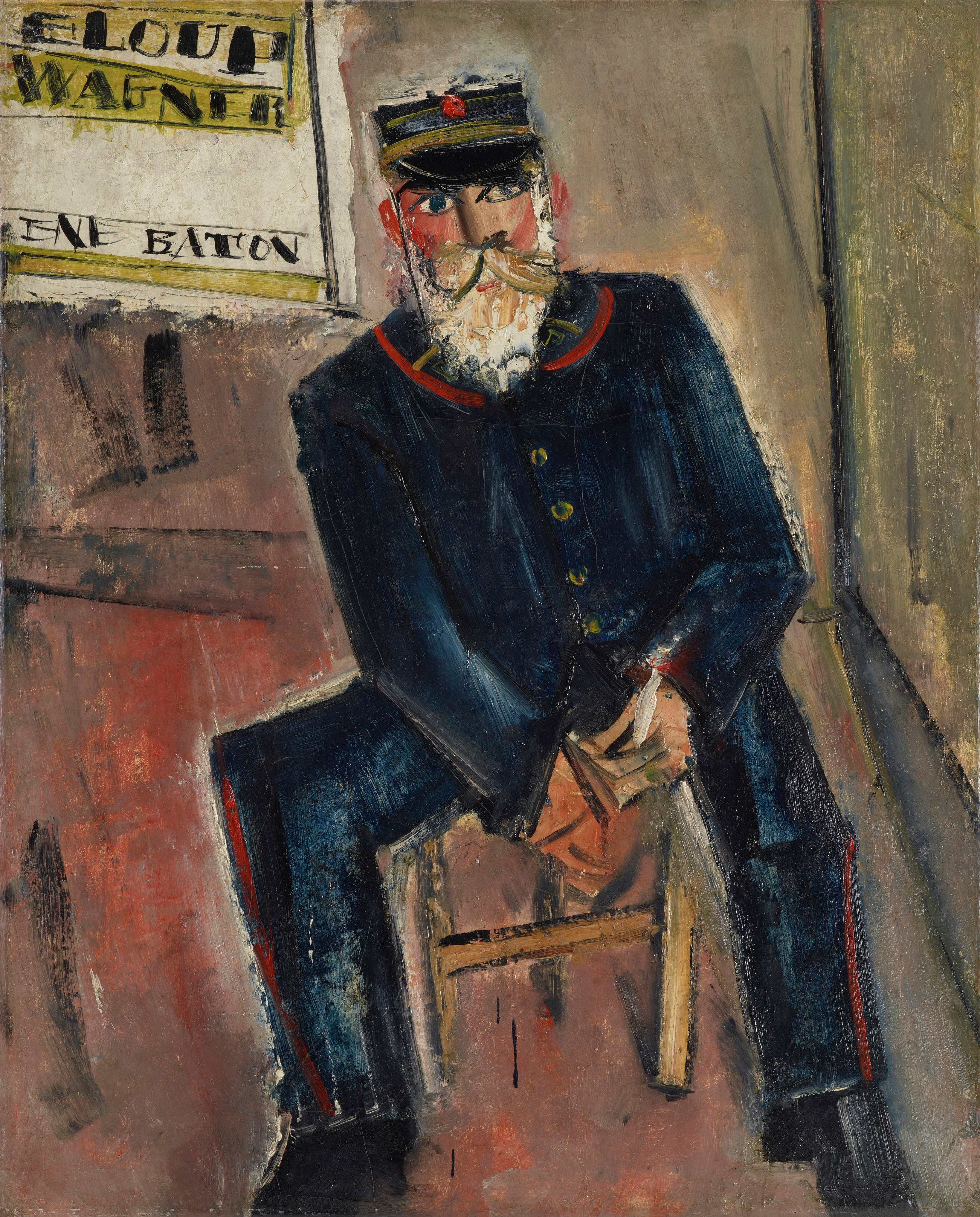
Der Postbote
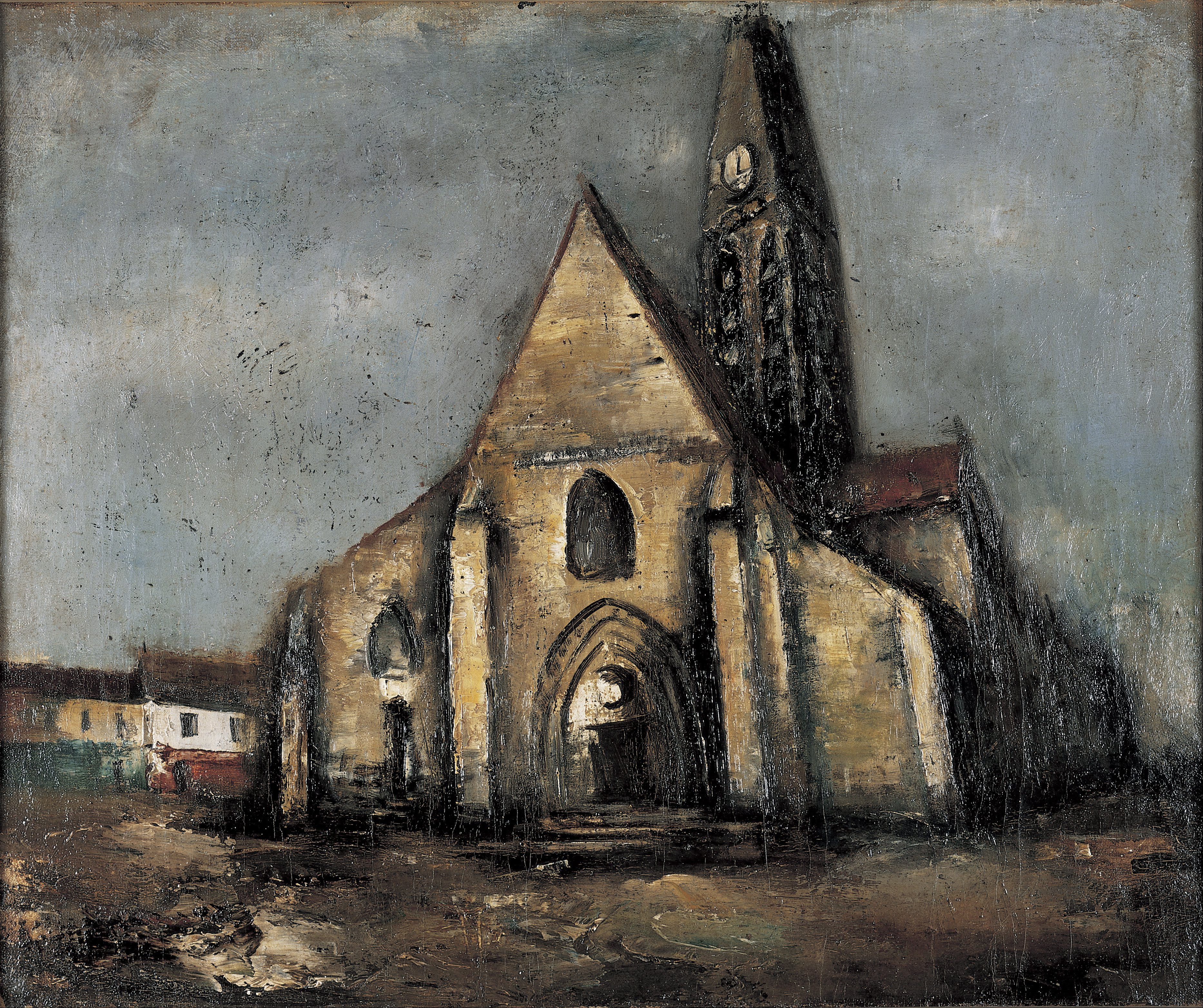
Kirche in Paris, 1924
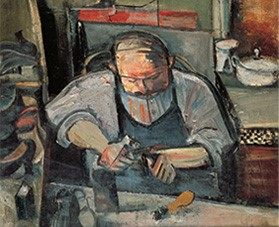
Schuster
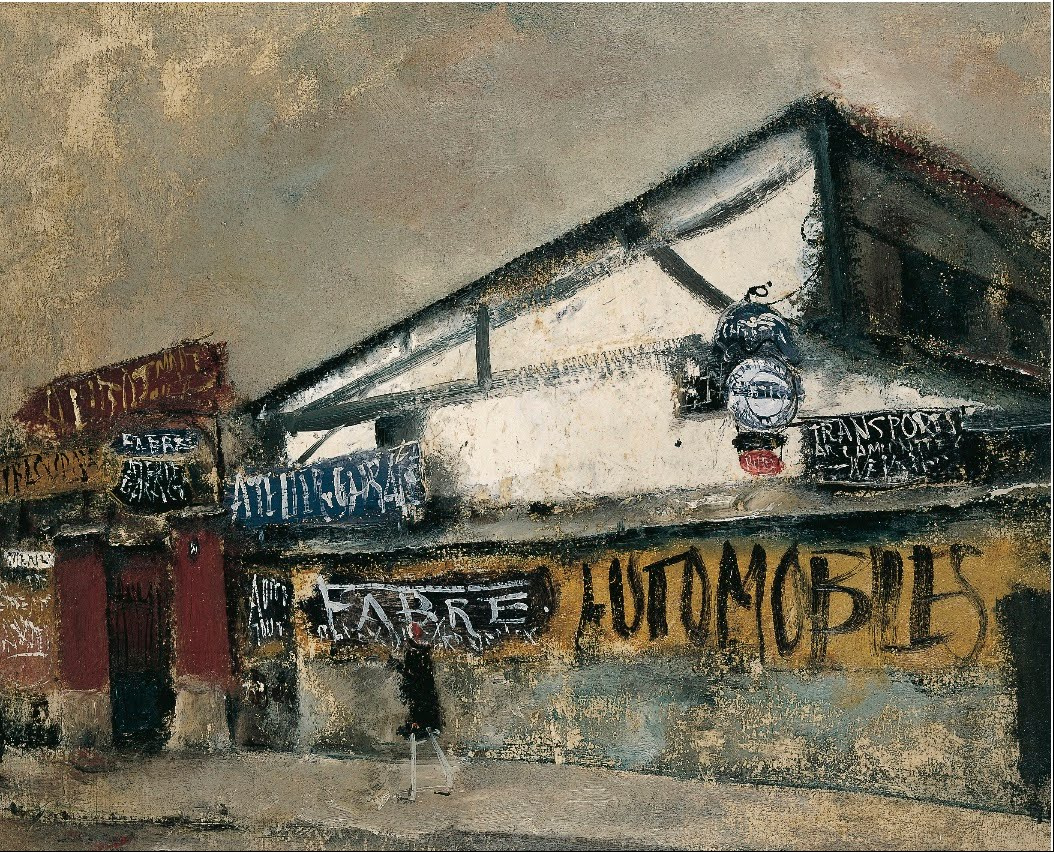
Garage, 1927/28
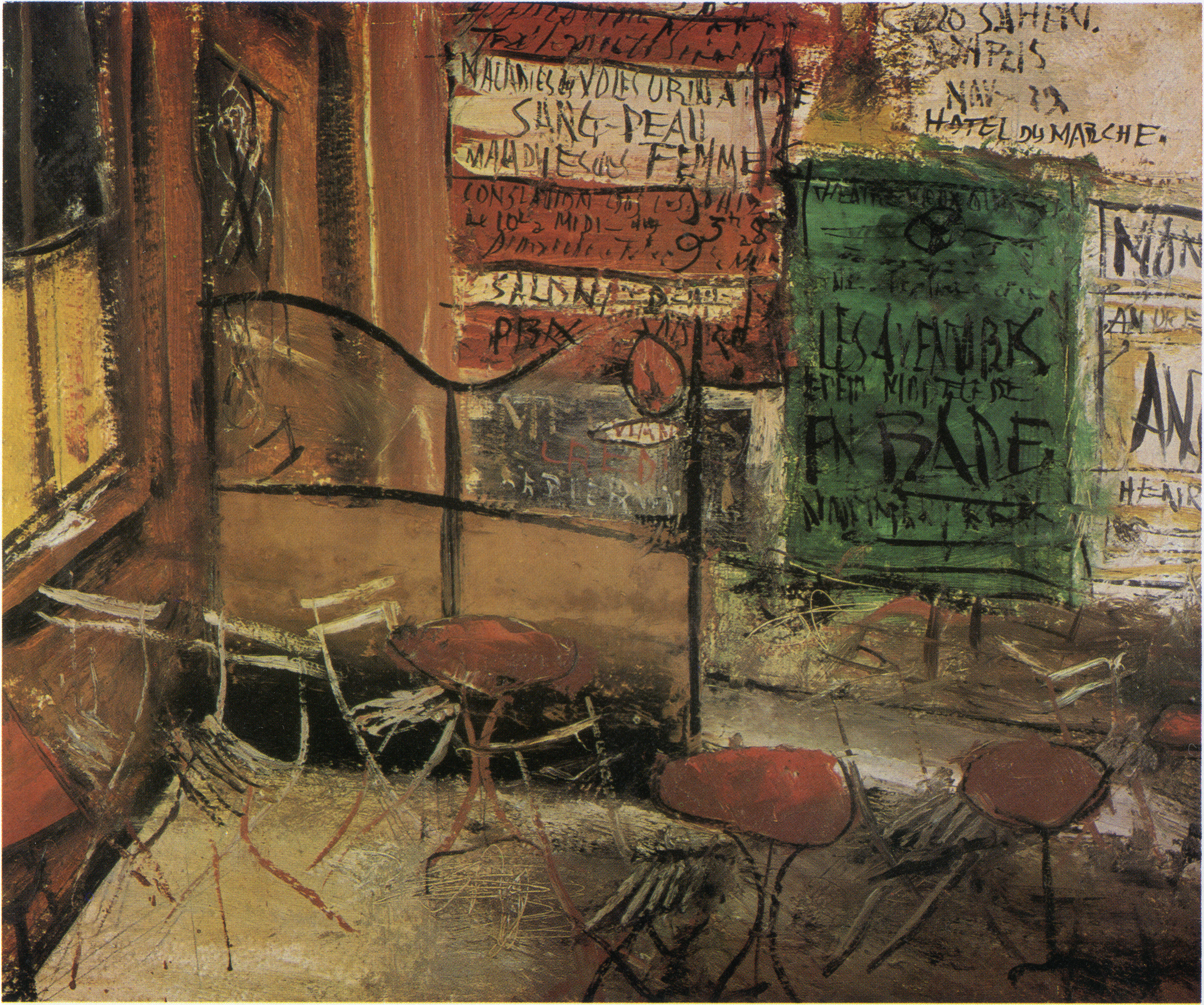
Wand mit Plakaten, 1927[A 2]
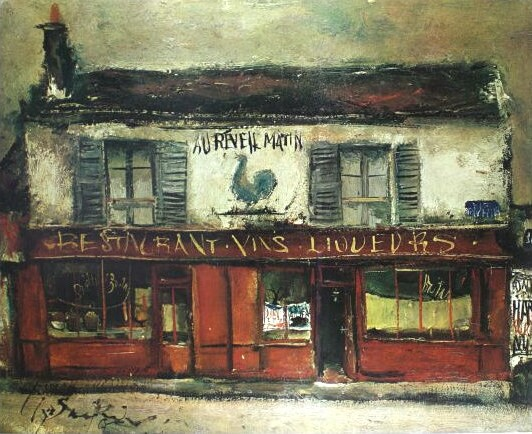
Restaurant (Au Réveil Matin)